# Secretário-geral da Comissão Europeia
O Secretário-geral da Comissão Europeia é o funcionário público senior da Comissão Europeia. O Secretário-geral, que reporta ao Presidente da Comissão Europeia, está encarregado de diversas Direções-gerais, chefiadas por diretores-gerais.
O pessoal sob sua direção forma a Secretaria-geral da Comissão Europeia, que tem várias missões, entre as quais acompanhar as iniciativas legislativas submetidas a outras instituições da União Europeia, a monitorização da implementação de legislação nos estados membros, e a gestão de contactos entre a UE e a sociedade civil.

## Lista de Secretários-gerais da Comissão Europeia
- Ilze Juhansone, Letónia, 2019-presente
- Martin Selmayr, Alemanha, 2018-2019[2]
- Alexander Italianer, Países Baixos, 2015–2018
- Catherine Day, Irlanda 2005–2015
- David O'Sullivan, Irlanda, 2000–2005
- Carlo Trojan, Países Baixos, 1997–2000
- David Williamson CB, Reino Unido, 1987–1997
- Émile Noël, França, 1957–1987